# Белалуче (Пезаро и Урбино)
Белалуче је насеље у Италији у округу Пезаро и Урбино, региону Марке.
Према процени из 2011. у насељу је живело 19 становника. Насеље се налази на надморској висини од 373 м.